# Jean Cruveilhier
Jean Cruveilhier (Limoges, 9 de fevereiro de 1791 — Sussac, 7 de março de 1874) foi um médico, anatomista e patologista francês.  Foi professor de anatomia da Universidade de Paris.

## Biografia
Nasceu em Limoges em 1791 e foi educado na Universidade de Paris, onde em 1825 se tornou professor de anatomia.  Em 1836 tornou-se o primeiro a ocupar a recem fundada cadeira de anatomia patológica.  Morreu em Sussac em 1874.
Em 1816 recebeu seu diploma de Doutor em Medicina pela Universidade de Paris, onde em 1825 foi sucessor de Pierre Augustin Béclard (1785-1825) como professor de anatomia.  Em 1836 ele abandonou a cadeira de anatomia em favor de Gilbert Breschet (1784-1845), e se tornou o primeiro a ocupar a recem fundada cadeira de anatomia patológica.  Em 1836 foi eleito para a Académie de Médecine, tornando-se seu presidente em 1839.  Por mais de quarenta anos ele foi presidente da Société anatomique.  Líder da pró-independência porto-riquenha, cirurgião e laureado da Legião de Honra, Ramón Emeterio Betances (1827-1898) foi um dos seus alunos mais proeminentes.
Cruveilhier foi um anatomista muito influente, e fez importantes contribuições em seus estudos envolvendo o sistema nervoso.  Ele descreveu a patologia das lesões neurais observadas naquilo que hoje é conhecido como esclerose múltipla, publicando suas descobertas e ilustrações em 1842. Ele também foi o primeiro a registrar a história clínica de um paciente que tinha a doença.  Entretanto, somente em 1868 a esclerose múltipla foi descoberta pelo neurologista Jean-Martin Charcot (1825-1893) como uma doença distinta e peculiar.
Ele também realizou extensos estudos sobre a inflamação dos vasos sanguíneos, particularmente a flebite, a qual ele acreditava ser a causa geral da maioria das inflamações.  Cruveilhier foi um escritor prolífico, e entre seus trabalhos podemos mencionar a Anatomie pathologique du corps humain (Anatomia patológica do corpo humano, 1829–1842) e a Vie de Dupuytren (Vida de Dupuytren, 1840), onde relatou as memórias do seu professor Guillaume Dupuytren (1777-1835).
Seu nome está associado ao sinal de Cruveilhier (hipertensão persistente e oclusão da veia porta) e à doença de Cruveilhier-Baumgarten (cirrose do fígado sem a presença de ascites), a qual recebeu esse nome junto com o patologista alemão Paul Clemens von Baumgarten] (1848-1928).  O nome de Cruveilhier também está associado a várias partes da anatomia; todavia, esses termos tem sido amplamente substituídos pela nomenclatura anatômica moderna:
- Fossa de Cruveilhier: fossa escafóide
- Fáscia de Cruveilhier: fáscia do períneo[7]
- Junta de Cruveilhier: articulação atlanto-axial  mediana[8]
- Plexo de Cruveilhier: plexo cervical posterior

## Obras
- Anatomie descriptive (Anatomia Descritiva, 1834–1836)
- Anatomie pathologique du corps humain (Anatomia Patológica do corpo humano, 1829–1842), com mais de 200 ilustrações publicada por Antoine Chazal (1793–1854).[9]
- Trait d'anatomie pathologique génerale (Tratado Geral de anatomia patológica, 1849–1864)
- Anatomie du système nerveux de l'homme (Anatomia do sistema nervoso do homem, 1845)
- Traite d'anatomie descriptive (Tratado de anatomia descritiva, 1851)